# Kilim

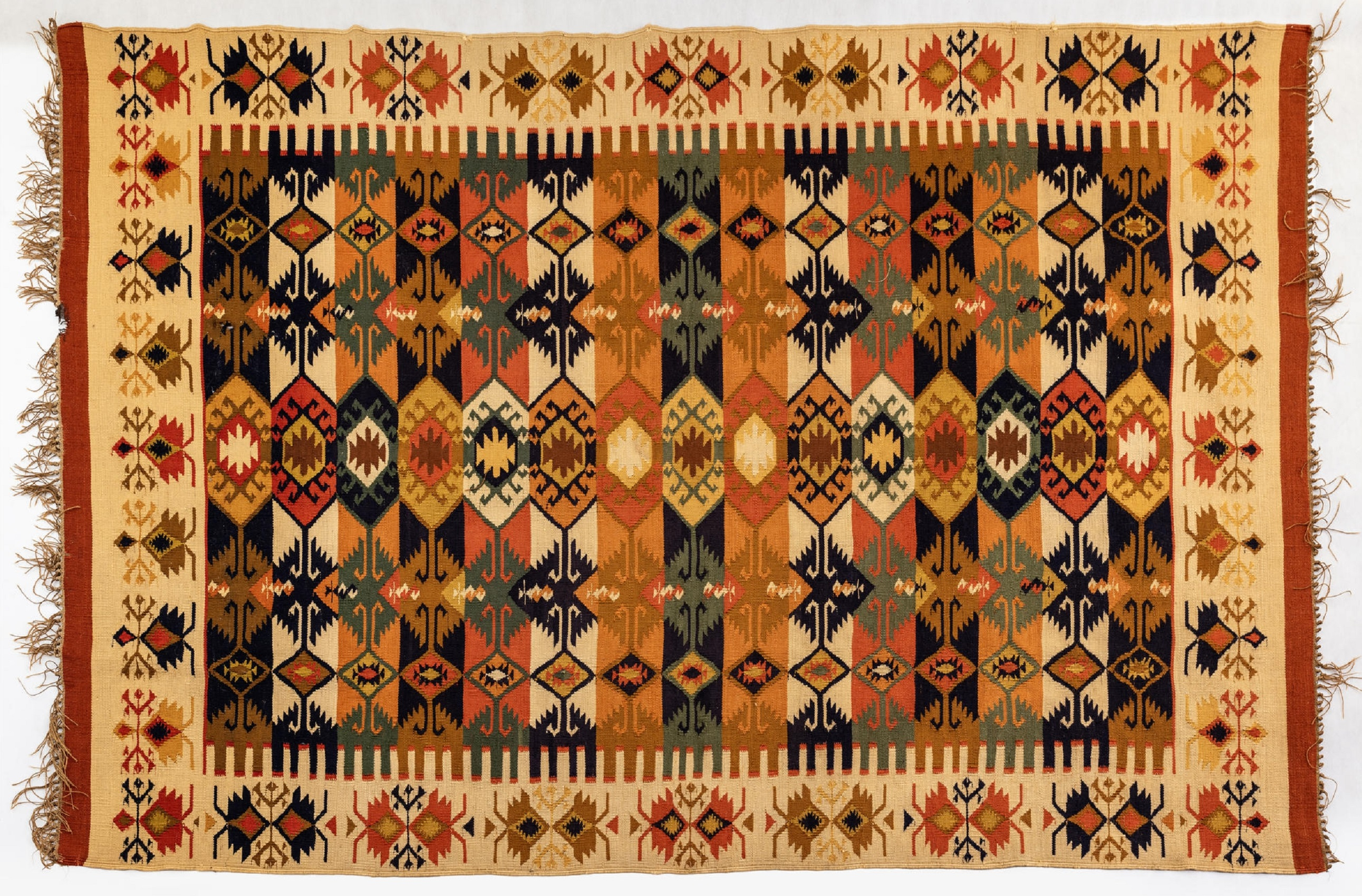
Kilim, lata 20. - 30. XX wieku, Muzeum Ziem Wschodnich Dawnej Rzeczypospolitej

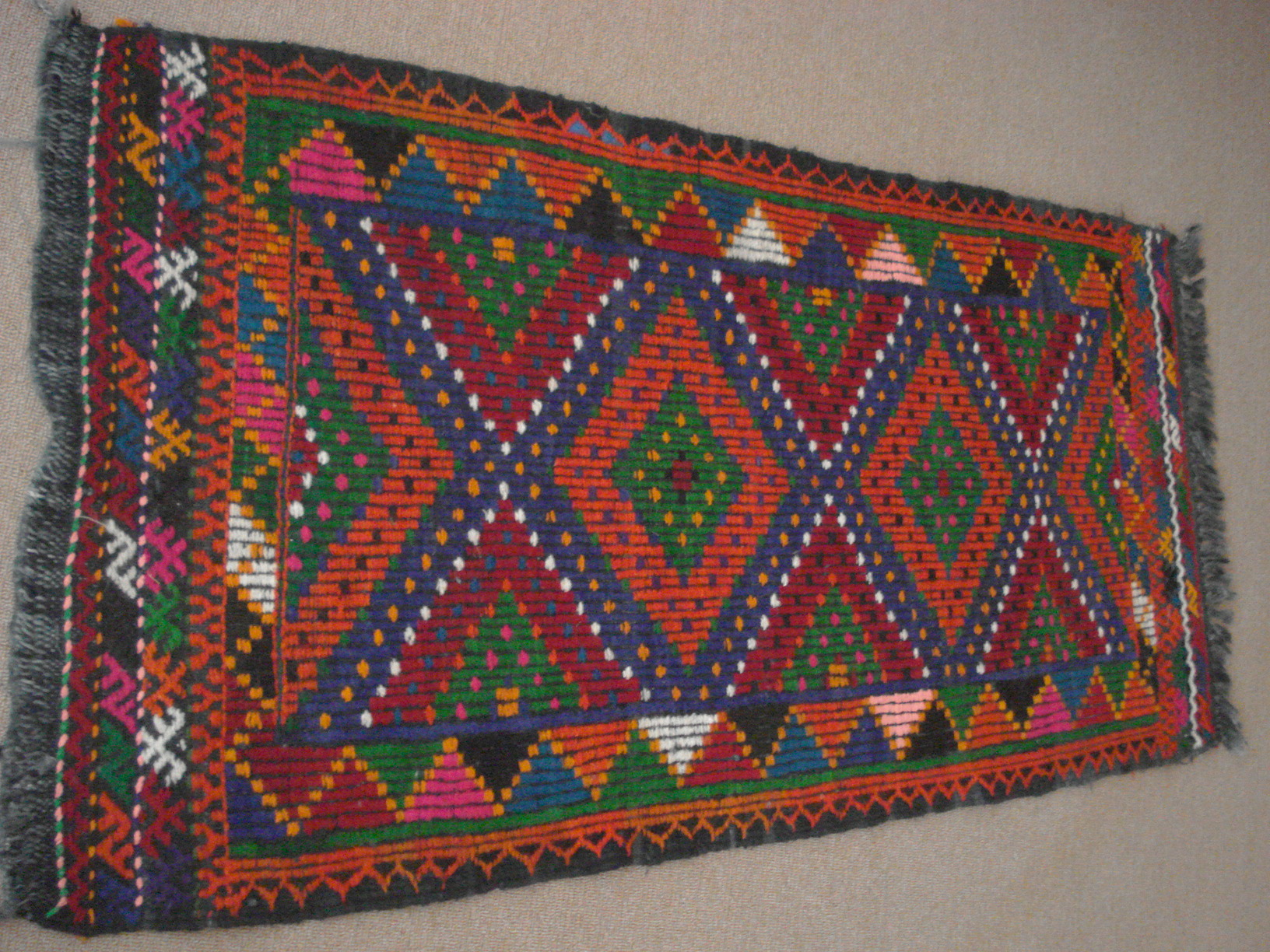
Kilim z Turcji

Kilim – tkanina dekoracyjna, dwustronna, wykonywana wełnianym wątkiem na osnowie wełnianej lub lnianej. Wykonywana w splocie płóciennym techniką płochową lub grzebyczkową na warsztatach pionowych lub poziomych. Wzór tkaniny tworzą gęsto zbijane i kryjące osnowę nitki wątku. Najprostszymi motywami dekoracyjnymi były pasy barwne lub wzory geometryczne oraz stylizowane ornamenty roślinne.

## Historia
Technika kilimu jest jedną z najstarszych w tkactwie wzorzystym, znana w starożytnym Egipcie, Grecji oraz w Azji (zwłaszcza wśród plemion koczowniczych), używano jej do dekoracji ścian i podłóg oraz do przykrywania mebli. W Europie kilim został rozpowszechniony we wczesnym średniowieczu. Na terenach Azji Środkowej na Kaukazie, w Iranie i Anatolii kilimy były dziełami sztuki ludowej. W Europie są wyrabiane w krajach słowiańskich, Rumunii i krajach skandynawskich. Na wyróżnienie zasługują kilimy ukraińskie i polskie, wśród których wyróżnia się kilimy ludowe, kilimy wykonywane w manufakturach dworskich, często wzorowane na gobelinach XVIII wieku oraz kilimy artystyczne o geometrycznych wzorach często utrzymane w stylu art déco. Projektowane były przez najwybitniejszych artystów polskich, tj.:     
- Stanisław Wyspiański,
- Władysław Skoczylas,
- Zofia Stryjeńska,
- Wojciech Jastrzębowski,
- Bogusław Treter,
- Józef Czajkowski,
- Kazimierz Brzozowski,
- Stanisław Gałek,
- Teodor Grott,
- Włodzimierz Błocki,
- Kazimierz Witkiewicz,
- Zofia Kodis-Freyer,
- Czesław Młodzianowski,

a także wielu innych. Zamysłem polskich artystów okresu międzywojennego było to by kilimy stały się wizytówką odrodzonego państwa polskiego.
Wyroby poszczególnych ośrodków charakteryzowała własna skala barw i zasób form ornamentalnych. Polskie kilimy posiadają wzory o motywach roślinnych lub geometrycznych, często otoczone są bordiurą, cechuje je bogata skala kolorystyczna, od barw kontrastowych do pastelowych tonacji. W drugiej połowie XIX wieku ręcznie tkane kilimy zostały częściowo wyparte przez wyroby fabryczne, jednak wykonywane są nadal przez twórców ludowych i artystów.